# Brachystegia nigerica
Brachystegia nigerica é uma espécie de legume da família Leguminosae.
Pode ser encontrada nos Camarões e Nigéria.
Esta espécie está ameaçada por perda de habitat.